# Castelo de Hohenwerfen
O Castelo Hohenwerfen (em alemão:  Festung Hohenwerfen) é um castelo de pedra medieval, situado a uma altitude de 623 metros, sobre um pilar rochoso de 155 metros com vista para a cidade mercantil austríaca de Werfen no vale do rio Salzach, há aproximadamente 40km ao sul de Salzburgo. A fortaleza é cercada pelo Alpes de Berchtesgaden e as adjacentes Montanhas Tennen. Hohenwerfen é uma "irmã" da Fortaleza de Hohensalzburg, ambos construídos pelo Arcebispos de Salzburgo no século XI.
O castelo tornou-se conhecido internacionalmente como o principal local do filme O Desafio das Águias.

## História

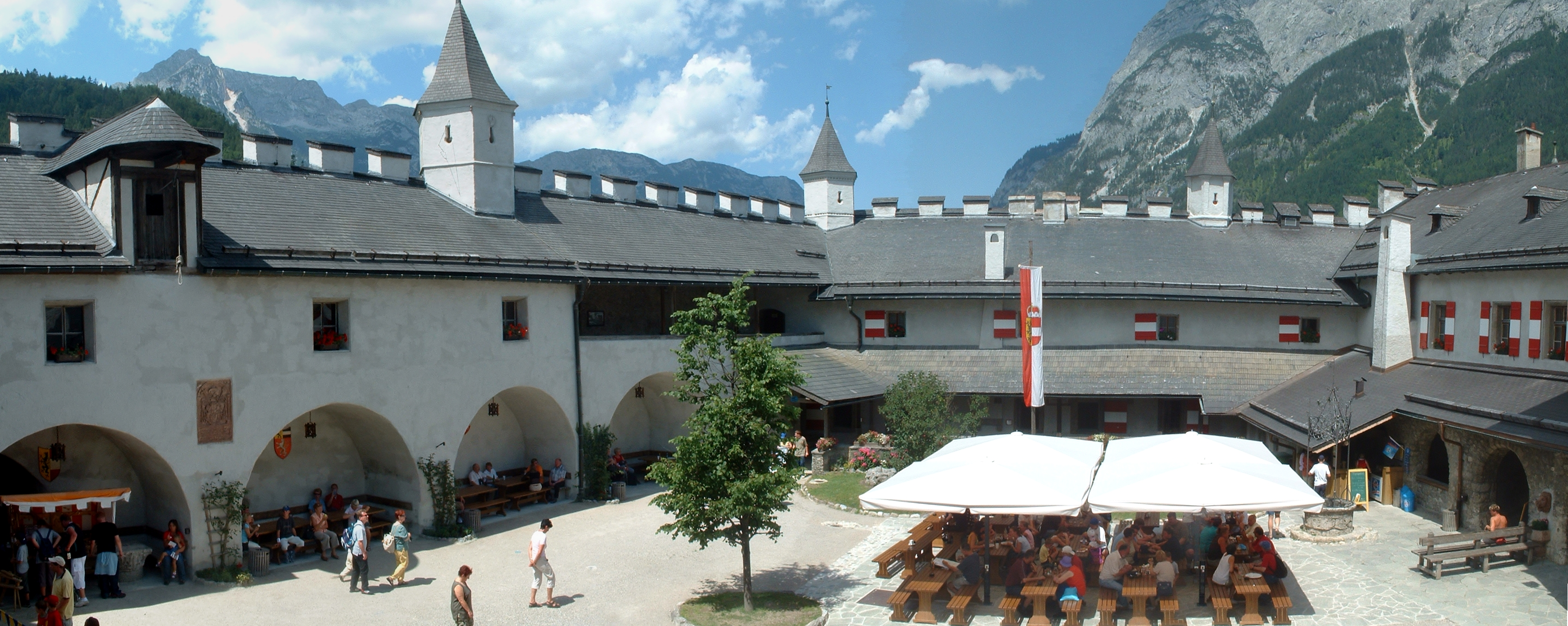
O pátio interno.

A fortificação foi construída entre 1075 e 1078 a mando do Arcebispo Gebhard de Salzburgo durante a Controvérsia da Investidura Imperial, concebida como um baluarte estratégico no topo de uma rocha alta de 155 metros. Gebhard, um aliado do Papa Gregório VII e do anti-rei Rodolfo de Rheinfelden, mandou construir três grandes castelos para proteger a rota através dos Alpes Orientais ao longo do rio Salzach contra as forças do Rei Henrique IV da Alemanha: Hohenwerfen, Hohensalzburg e o Castelo de Petersberg em Friesach, na Caríntia. No entanto, o rei Henrique expulsou Gebhard em 1077 e o arcebispo não pôde retornar a Salzburgo até 1086, morrendo em Hohenwerfen dois anos depois.

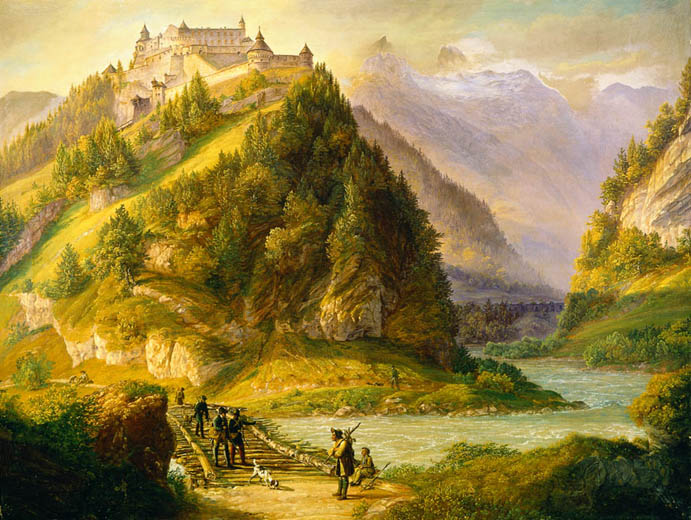
Festung Hohenwerfen, 1827/28, de Johann Michael Sattler.

Nos séculos seguintes, Hohenwerfen serviu aos governantes de Salzburgo, os príncipes-arcebispos, não apenas como base militar, mas também como residência e chalé de caça. A fortaleza foi ampliada no século XII e, em menor extensão, novamente no século XVI, durante a Guerra dos Camponeses Alemães, quando em 1525 e 1526 fazendeiros e mineiros rebeldes do sul de Salzburgo avançaram em direção à cidade, incendiando e danificando gravemente o castelo.

Foto tirada do castelo com vista para os jardins, 2019.

Alternativamente, era usado como prisão estatal e, portanto, tinha uma reputação um tanto sinistra. Os muros de sua prisão testemunharam o destino trágico de muitos "criminosos" que passaram seus dias ali — talvez os últimos — em condições desumanas e, periodicamente, vários nobres de alta patente também foram presos ali, incluindo governantes como o Arcebispo Adalberto III, preso por seus próprios ministeriales em 1198; o Conde Alberto de Friesach (em 1253); o governador da Estíria Siegmund von Dietrichstein, capturado por camponeses insurgentes em 1525; e o Príncipe-Arcebispo Wolf Dietrich Raitenau, que ali morreu em 1617 após seis anos de prisão.
Em 1931, a fortaleza, de propriedade do arquiduque Eugênio da Áustria desde 1898, foi novamente danificada por um incêndio e, embora amplamente restaurada, finalmente teve que ser vendida à administração do Reichsgau de Salzburgo em 1938. O castelo serviu como Gauführerschule, um campo de educação nazista inaugurado em 5 de março de 1939 pelo Gauleiter Friedrich Rainer de Salzburgo e ativo durante a Segunda Guerra Mundial. Após a guerra, foi usado como campo de treinamento pela Gendarmaria austríaca, a polícia rural, até 1987.
Atualmente, o bastião funciona como um museu. Entre as inúmeras atrações oferecidas pela fortaleza estão visitas guiadas que mostram sua extensa coleção de armas, a histórica Falcoaria de Salzburgo com o museu da falcoaria e uma taverna na fortaleza. O histórico Centro de Falcoaria é uma atração especial, oferecendo demonstrações diárias de voo com diversas aves de rapina, incluindo águias, falcões, gaviões e abutres.

### Proprietários
Antigamente o castelo pertencia à Casa de Habsburgo, mas a propriedade agora pertence ao estado de Salzburgo.

## Galeria

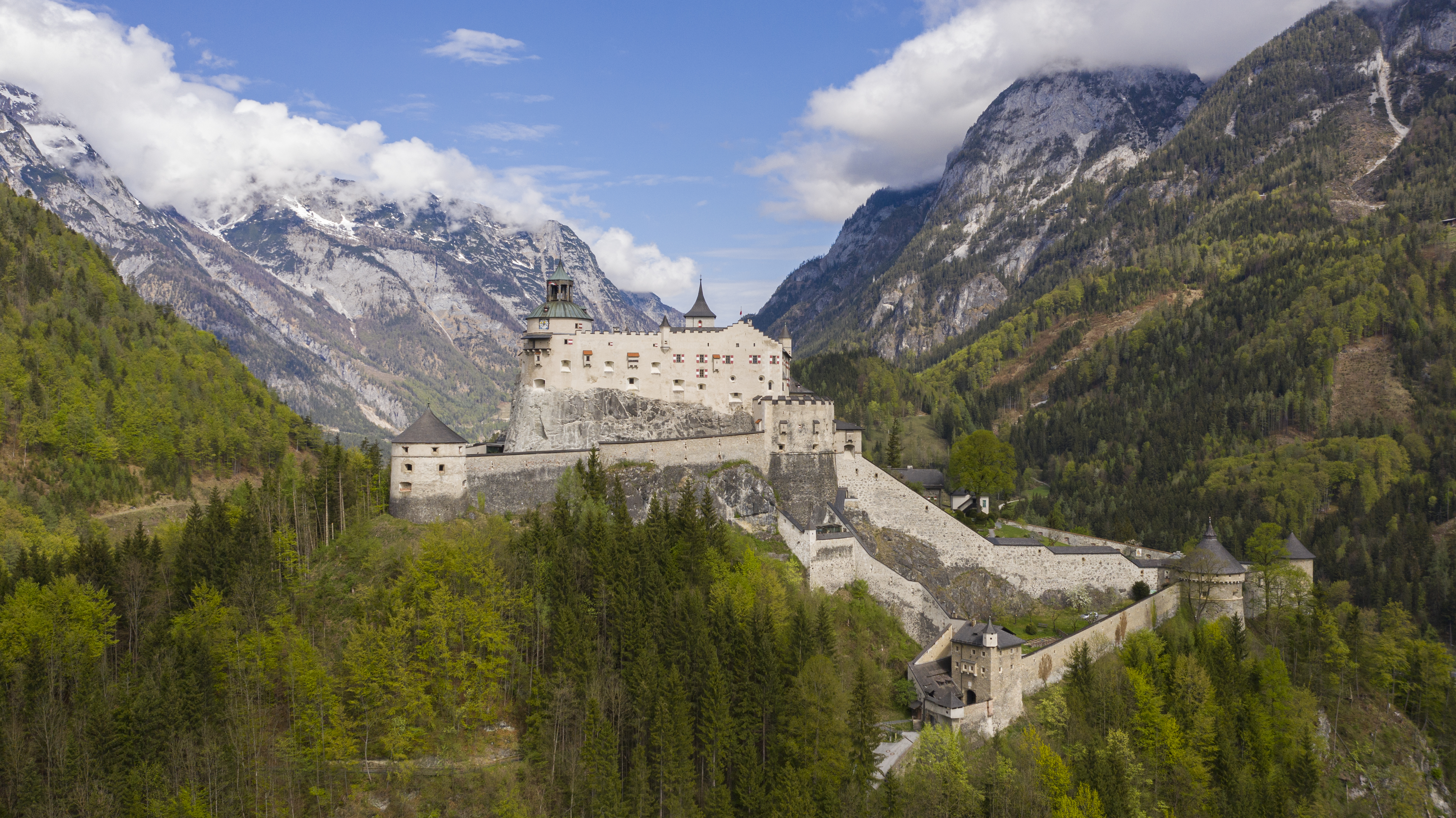
O Castelo Hohenwerfen na distância.
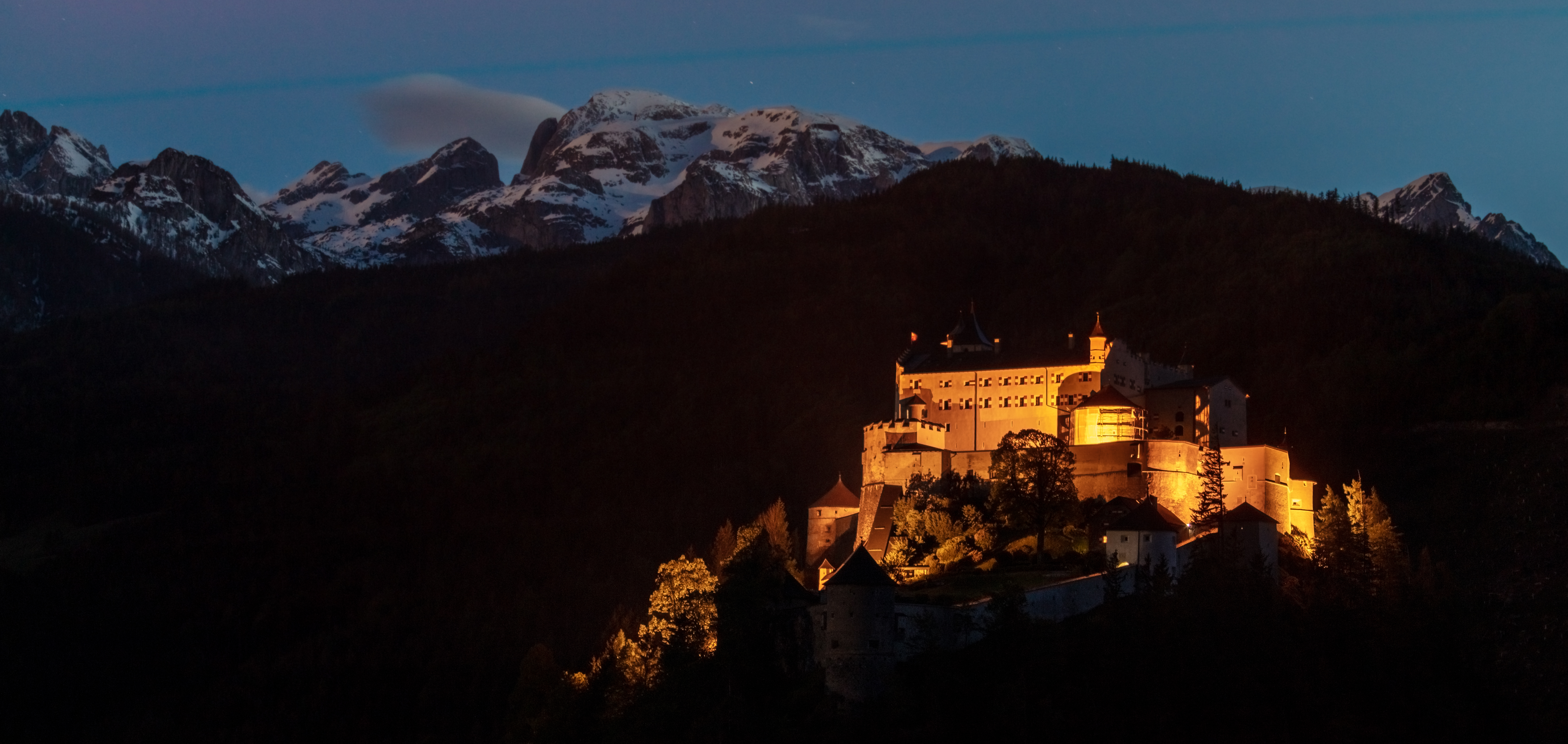
Vista à noite.
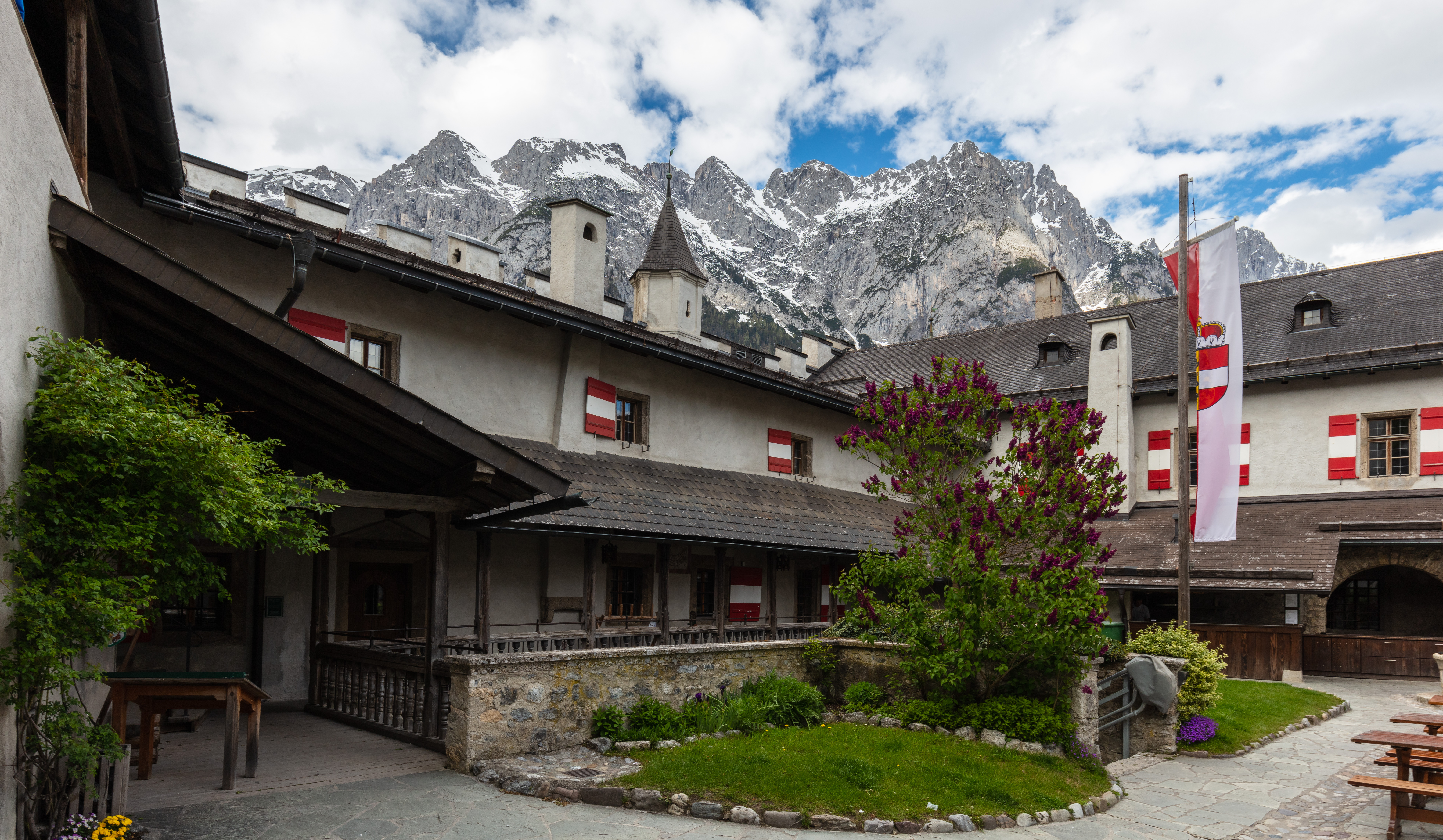
O pátio em 2019.
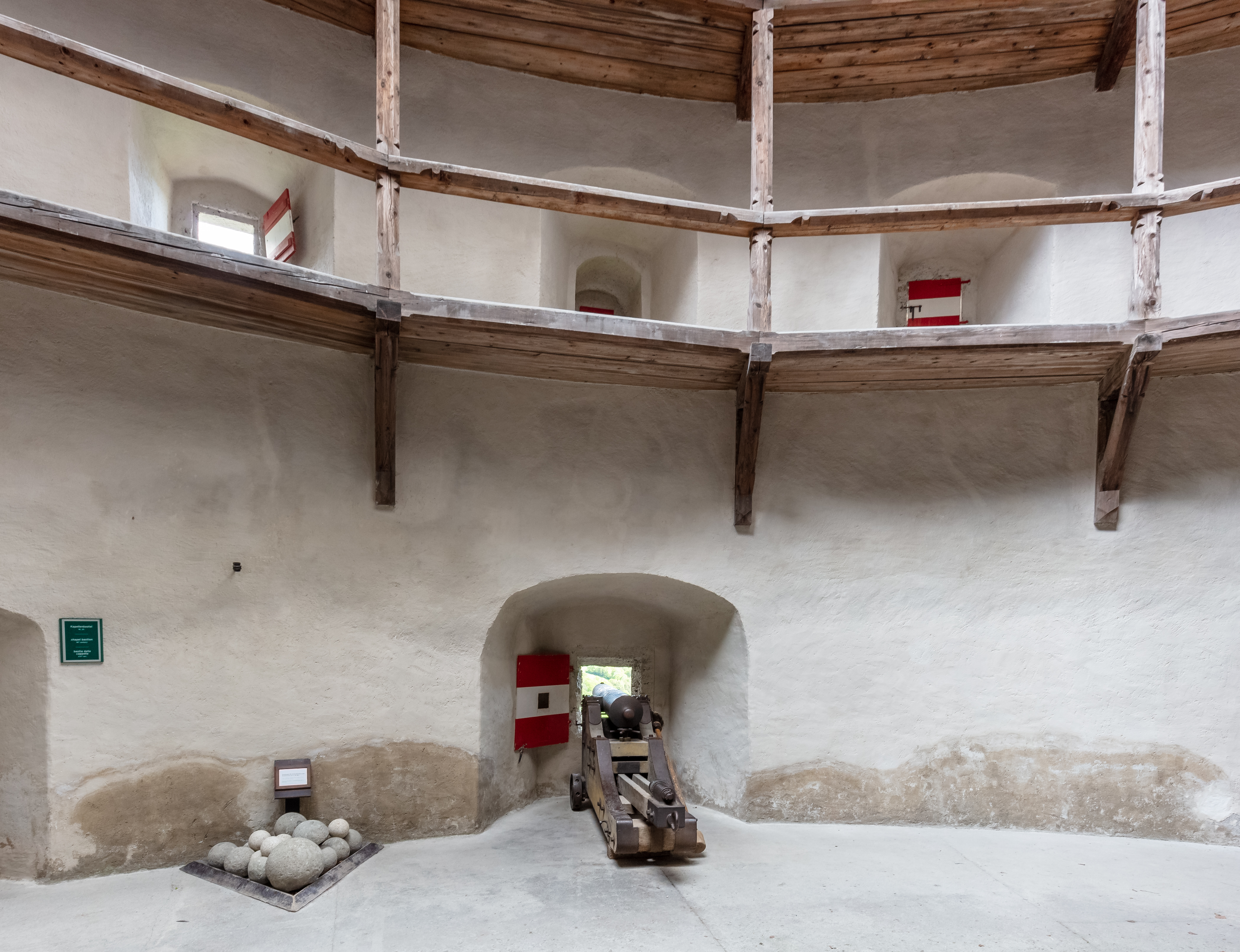
Um canhão.
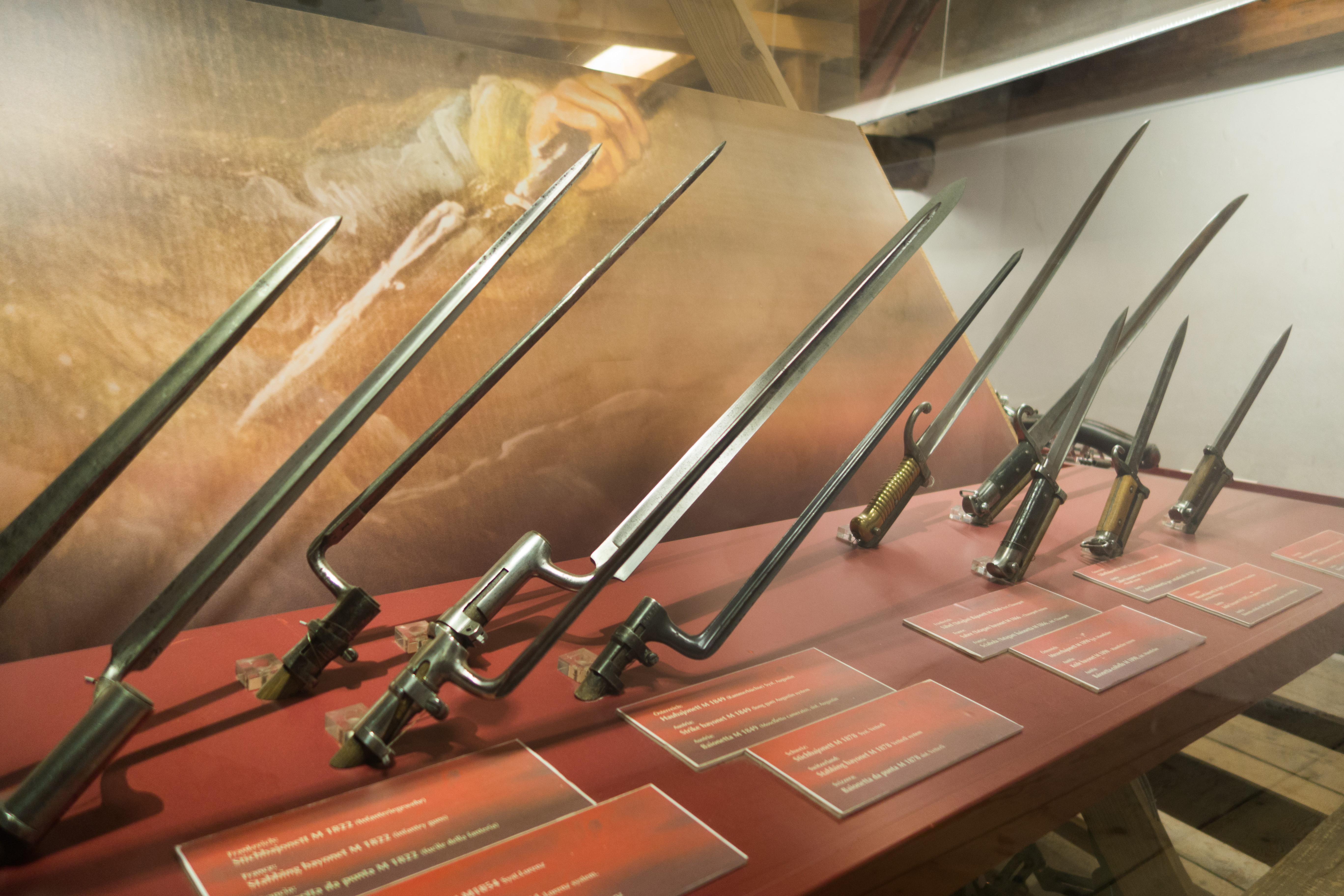
Mostruário de baionetas.

## Na cultura popular
- No filme de 1968, O Desafio das Águias, o castelo é apresentado como o fictício Schloß Adler que é invadido por uma equipe de paraquedistas do SOE durante a Segunda Guerra Mundial.[10][11]
- Na série original da Amazon Video, The Man in the High Castle (2015), o castelo foi usado como quartel-general do Führer.[12]
- O castelo pode ser visto no fundo da cena de piquenique "Dó-Ré-Mi" em A Noviça Rebelde (1965), estrelado por Julie Andrews, a qual foi filmada em uma encosta mostrando a vila de Werfen.[13]
- No vídeo game Call of Duty: Black Ops III, o mapa de zumbis "Der Eisendrache" é baseado no Castelo Hohenwerfen.[14]